# Visconde do Paço do Lumiar
Visconde do Paço do Lumiar é um título nobiliárquico criado por D. Fernando II de Portugal, Regente durante a menoridade de D. Pedro V de Portugal, por Decreto de 28 de Setembro de 1854, em favor de José Maria da Costa Bueno y Nieto de Ceballos de Villalobos Hidalgo y Moscoso.
Titulares
1. José Maria da Costa Bueno y Nieto de Ceballos de Villalobos Hidalgo y Moscoso, 1.º Visconde do Paço do Lumiar;
2. António Maria da Costa Bueno y Nieto de Ceballos de Villalobos Hidalgo y Moscoso, 2.º Visconde e 1.º Conde do Paço do Lumiar.